# علی آباد موسویه
علی‌آباد‌موسویه روستایی در دهستان افریز بخش سده شهرستان قائنات استان خراسان جنوبی ایران است. بر پایه سرشماری عمومی نفوس و مسکن در سال ۱۳۹۵ جمعیت این روستا ۳۱۵ نفر (در ۱۰۹ خانوار) بوده‌است.